# James Deireragea
James Deidi Deireragea – nauruański polityk.
Był posłem z okręgu Anabar. W wyniku wyborów z 2003 roku, znalazł się poza izbą (jego miejsce zajął Riddell Akua). Bezskutecznie startował w kolejnych elekcjach w roku 2004 i 2008.
Związany z Bankiem Nauru.